# Guerre blindée
La guerre blindée ou guerre de chars est l'utilisation de véhicules de combat blindés dans le cadre de conflits armés. Il s'agit d'un aspect majeur des méthodes de guerre moderne.

## Principe
La guerre blindée se caractérise par l'habilité des troupes à pénétrer les lignes défensives conventionnelles tout en tirant profit de la manœuvrabilité des unités blindées.
L'efficacité de ce type de guerre repose sur la combinaison, la complémentarité et le soutien des armes utilisées conjointement aux chars d'assaut. Il peut s'agir de forces d'infanterie, qui combattent aussi bien les véhicules divers que l'artillerie automotrice, ou encore le génie militaire et d'autres unités de soutien (avions de combat, hélicoptères, logistique, drones, etc.).
Pour l'entraînement, des manœuvres sont régulièrement organisées.

## Critiques

### D'un point de vue économique
La pratique de la guerre blindée mobilise énormément de moyens. En effet, les blindés sont des matériels coûteux, qui demandent un apport réguliers en pièces détachés, en carburant et en munitions.

### D'un point de vue stratégique
Les blindés (notamment les chars) demandent une logistique importante pour pouvoir transporter les véhicules en dehors des zones de combat.

## Histoire

### Origines
Le principe de la guerre blindée peut être rapprochée des tentatives de protéger les soldats des projectiles ennemis qui existaient depuis l'Antiquité.
Ces projets étaient limités pour plusieurs raisons :
- il n'existait pas de machines suffisamment puissantes pour déplacer des engins lourdement blindés et armés ;
- la faible puissances des armes ne justifiaient pas l'utilisation de chars puissamment blindés.

### Apparition du moteur à explosion
L'apparition du moteur à explosion permet de transporter un véhicule de combat blindé équipé de canons plus facilement qu'avec des chevaux. L'une des premières traces d'utilisation d'un véhicule à moteur blindé a lieu pendant la Guerre de Crimée en 1854.

### La Première Guerre mondiale (1914-1918)

#### Contexte
Le principe de la guerre blindée moderne a été développé lors de la Première Guerre mondiale dans des buts différents :
- sur le front occidental, le but est de pouvoir briser la nature statique de la guerre de tranchées, qui s'était imposée à la fin de 1914 à cause de la puissance de feu acquise par les différentes armées en conflit à ce moment et qui empêchait toute progression en donner aux soldats un système leur permettant de franchir les barbelés et les autres obstacles du no man's land tout en restant protégé du feu des mitrailleuses ;
- sur le front moyen-oriental, le but était de pouvoir patrouiller le long du canal de Suez, mais aussi de protéger les installations des tribus locales fidèles au pouvoir ottoman et de récupérer les pilotes tombés derrière les lignes ennemies[6].

#### Prototypes

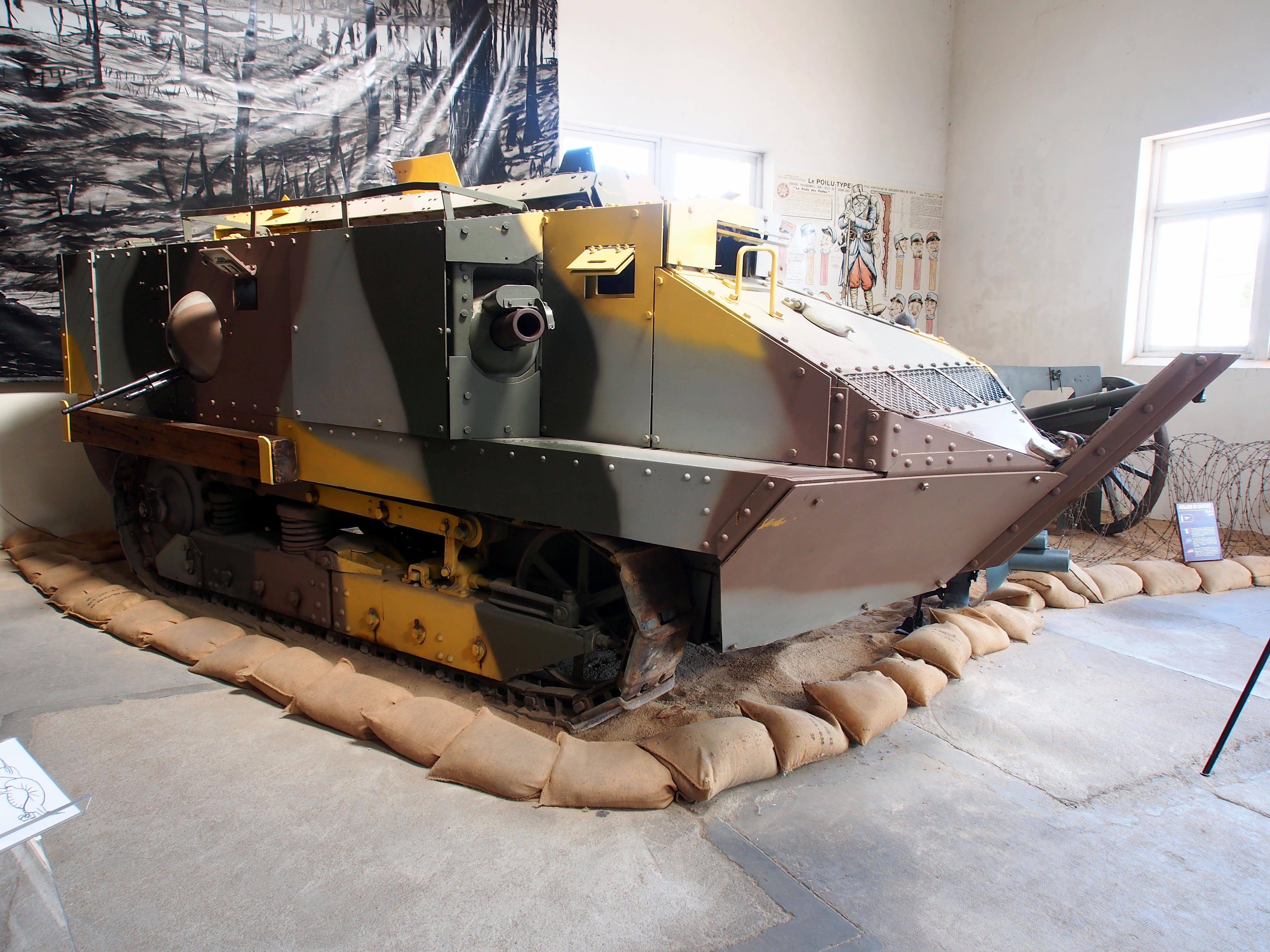
Exemplaire d'un char Schneider CA1, rénové et exposé au musée des Blindés de Saumur.

Les chars d'assaut sont d'abord développés au Royaume-Uni et en France. Les premiers chars britanniques tels que Mark I avaient une forme de losange afin de passer les tranchées. Les chenilles couraient sur des rouleaux de guidage sans suspensions, ce qui rendait leur déplacement très chaotique.
La mobilité des chars devait redonner aux armées les capacités de flanquer les lignes ennemies. En pratique, la guerre blindée fut frappée par de nombreuses avaries mécaniques et le faible nombre d'unités produites et déployées.

#### Utilisation

##### Front occidental
Les premiers véhicules blindés sont des automitrailleuses destinés à attaquer les ballons d'observations : ce sont des voitures équipés de plaques de blindages et d'un trépieds pour accueillir une mitrailleuse.
La première utilisation des chars en situation de combat remonte à la bataille de la Somme, où des chars britanniques Mark I appartenant à la 47e division de la 6e brigade du comté de Londres (6th County of London Brigade, Royal Field Artillery) sont déployés le 15 septembre 1916. Malgré ce premier engagement, ils ne réussirent pas à briser les lignes défensives allemandes.
Lors de la bataille de Cambrai (1917), les blindés britanniques sont plus efficaces et réussirent à détruire la ligne Hindenburg.
Les chars français étaient engagés pour la première fois le 16 avril 1917, à Berry-au-Bac, lors de la bataille du Chemin des dames. Malheureusement, cette action est un échec : plusieurs chars tombent en panne, les équipages ne sont pas familiariser avec leur maintenance et une fois engagés, les blindés s'enfoncent dans les trous d'obus et manquent de puissance pour s'en extraire.
L'armée anglaise utilise des chars lors de la bataille de Cambrai.

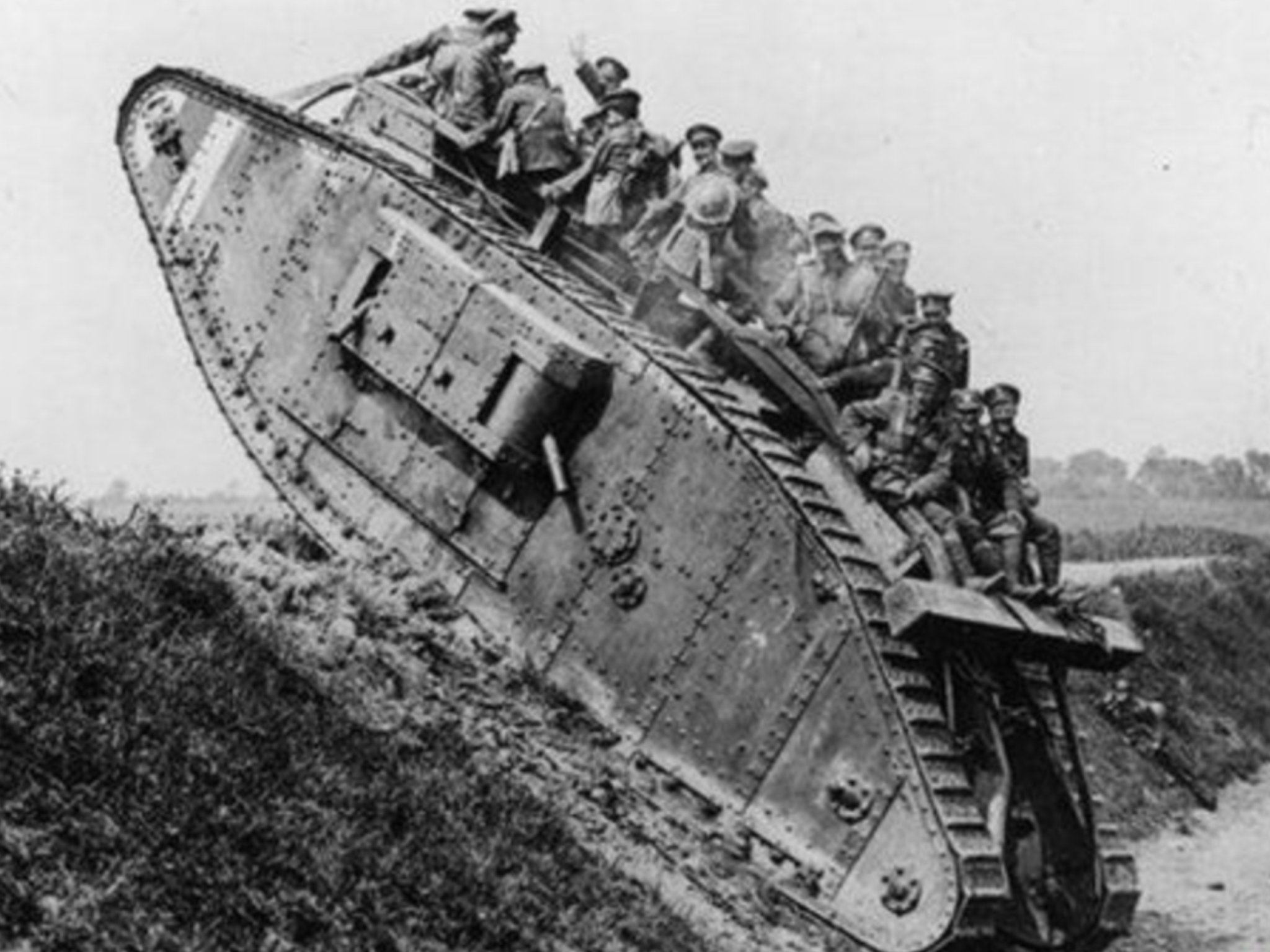
Char Mark IV

L'Empire allemand ne produisit pendant la guerre qu'un nombre très limité de chars : 20 chars A7V seront produits par l'Allemagne contre 4 000 blindés pour la France et 2 500 pour le Royaume-Uni. Ce choix peut s'expliquer que le haut commandement allemand n'ait pas cru à cette innovation, mais aussi parce que l'Allemagne étant soumis à un blocus, la production d'acier était réservée à la production de canons et de sous-marins. Pour autant, la Première Guerre mondiale verra la première bataille de chars de l'histoire militaire. Il s'agit de la bataille de Villers-Bretonneux qui eut lieu en avril 1918, où 13 chars allemands A7V engagèrent 3 chars britanniques Mark IV. Deux des tanks britanniques sont touchés et doivent se replier, mais le troisième endommage un A7V qui est abandonné par son équipage.

##### Front oriental
Des automitrailleuses de différentes nationalités (Minerva pour la Belgique, Lanchester et Austin pour le Royaume-Uni, Renault pour la France) sont envoyés en Russie pour combattre les Allemands et les Austro-Hongrois,. En effet, le front oriental, à la différence du front occidental, n'était pas figé. L'utilisation d'automitrailleuses était vue comme plus prometteuse que sur le front occidental.

##### Front moyen-oriental
En Égypte, le Royal Naval Air Service met sur pied en 1915 des escadrons composés de Rolls-Royce Silver Ghost sur lesquelles des plaques d'acier et une tourelle abritant une mitrailleuse Vickers de 7,7 mm sont posées. Des Ford T seront également utilisés. En 1916, une unité d'automitrailleuse menée par le duc de Wesminster bat une unité ennemie comptant 800 hommes près d'Halfaya.

#### Réponses
Les pièces d'artillerie de campagne (y compris des fusils de gros calibre comme le Tankgewehr M1918) sont employées contre les premiers chars d'assaut pendant la Première Guerre mondiale car ils pouvaient percer le blindage des Mark IV,. Certaines unités allemande reçurent des balles de type "K" anti-blindage.
Il y eut ensuite les premières mines antichars telles que la Flachmine 17 (en).

### L'entre-deux-guerres (1918-1939)

#### Stratégies
Les stratégies développées à la fin de la Première Guerre mondiale sont différentes.
- Rupture

L'idée est que les chars doivent être utilisées pour percer le front. Les chars doivent être mobiles et légers. Leur but étant, à terme, de remplacer la cavalerie conventionnelle. Des régiments autonomes devaient permettre la pénétration des lignes défensives ennemies, coupant ainsi les lignes de communication et de ravitaillement des armées de premières lignes.
- Accompagnement

L'idée est que les chars doivent former un « bouclier blindé » pour accompagner l'infanterie pendant les attaques. Les chars doivent être lourdement blindés et un armement antipersonnel doit compléter le char d'assaut. En plus des chars, des chenillettes doivent soutenir l'infanterie en emportant des armes telles que des mitrailleuses.

##### Allemagne
La paix revenue, l’historiographie fait la part belle au char pour justifier, non sans une part de vérité, la victoire acquise par les Alliés. Ces derniers, et en premier lieu les chefs militaires français, avaient su percevoir l’intérêt du char d’assaut et théoriser efficacement son emploi.
Bien que le traité de Versailles ait interdit à l'Allemagne de développer des chars, la Reichswehr commence dès les années 1920 à s'en doter. Selon Laurent Tirone, « l'officier mise avant tout sur la vitesse et la mobilité pour que l'Allemagne ne connaisse plus jamais l'horreur des tranchées ». Il ajoute : « Aussi contraignant soit-il, le traité [de Versailles] se révèle par certains côtés, être un avantage pour l'Allemagne car ses ingénieurs partent de feuilles blanches et peuvent développer de nouveaux concepts sans être encombrés de matériels périmés et d'idées préconçues »,. Hans von Seeckt met en place une armée d’élite qui trancherait la défense « comme un couteau dans du beurre ».
En 1933, le général allemand Heinz Guderian sort un livre intitulé Achtung! Panzer!. Il y développe des théories inspirées par les travaux de De Gaulle et de Lidell Hart. Adolf Hitler — devenu à ce moment chancelier — décide de mettre en pratique ces théories. Il s'agit du début de la stratégie plus tard appelée Blitzkrieg (en français "guerre éclair").

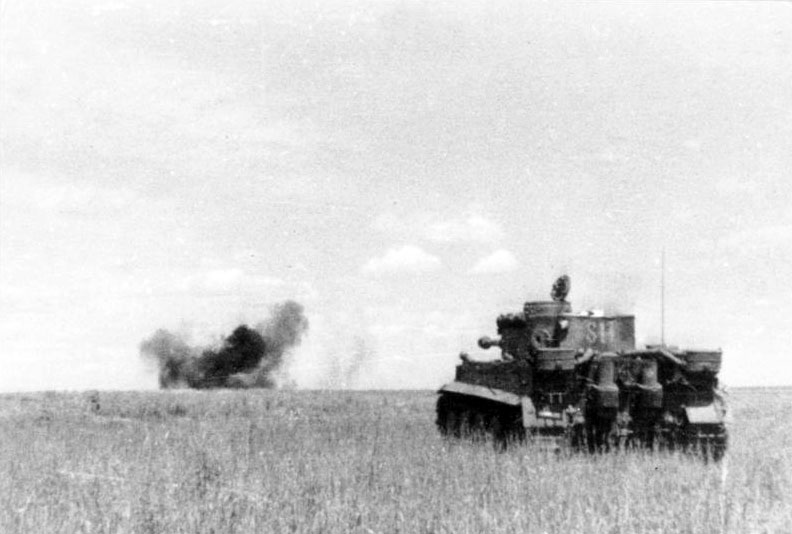
Un Tigre Mk. I allemand en combat lors de la bataille de Koursk (1943).

Les unités de blindés se concentrent désormais au niveau du point le plus fragile du dispositif défensif ennemi. Ce point faible, s'il est correctement choisi et exploité, assure de bien plus grandes chances de succès dans un engagement tactique donné, un fait suffisant pour remporter une victoire stratégique décisive. Un terme allemand qualifie cette concentration de force : Schwerpunktbildung, qui peut être traduit par "développement d'un centre d'effort".
Il est possible de visualiser ce dispositif en prenant deux lignes défensives, chacune composée de deux divisions d'infanterie et de deux divisions blindées, distribuées uniformément le long de la ligne de front. Un attaquant numériquement semblable peut l'emporter en concentrant ses deux divisions blindées en un point de la ligne où les deux divisions d'infanterie sont en position, augmentant ainsi les chances de briser les défenses ennemies, de les pénétrer, de pivoter et d'exploiter la supériorité numérique de l'attaquant sur le flanc exposé des défenseurs.[pas clair]
La ligne défensive peut contre-attaquer, mais elle n'est pas assez forte en un point donné pour cela. Elle ne peut d'ailleurs pas faire le poids contre une force combinée de blindés et de fantassins. Un aspect majeur de toute guerre est la formule simple des lois de Lanchester : la puissance de combat relative d'une unité combattante en contact avec une autre par rapport à la puissance de combat relative d'un ennemi d'une taille donnée est le carré du nombre de membres de cette unité.
- Un char d'assaut possède la puissance de combat d'un char d'assaut (12 = 1)
- Deux chars possèdent quatre fois la puissance de combat relative d'un char seul (22 = 4)

Ainsi, concentrer deux divisions en un point et attaquer ce point génère une bien plus grande force de frappe que deux divisions étalées le long d'une ligne.
La concentration des forces requiert de la mobilité afin d'empêcher l'ennemi de détecter le point d'attaque à temps, laissant ainsi le temps pour le défenseur de renforcer ses défenses.
En plus de développer des unités blindées, l'Allemagne développe à sa frontière ouest une ligne de fortification appelée Westwall.

##### France
En France, plusieurs officiers sont majoritairement favorables à la stratégie de l'accompagnement. Seul quelques officiers comme Charles de Gaulle défendent l'idée de regrouper les blindés dans des divisions blindées pour briser les lignes défensives ennemies. Cette volonté de conserver une structure militaire semblable à celle de l'armée française en 1918 peut s'expliquer à cause de plusieurs facteurs :
- facteur économique
En 1918, la France est économiquement très atteinte : il faut reconstruire le pays, mais aussi s'occuper des blessés, des familles des morts. Le temps n'est donc pas au développement de nouvelles technologies et stratégies.
- facteur psychologique
La France est considérée comme le « plus grand de tous les vainqueurs [de la Première Guerre mondiale] » [21]. Les officiers d'état-major ne voient donc pas de raisons de réformer l'armée.

La construction de la ligne Maginot intègre des éléments antichars (canons et obstacles).
Le 24 juillet 1920 se déroule la bataille de Khan Mayssaloun. Elle oppose le général Mariano Goybet aux troupes de l’émir hachémite Fayçal. L’utilisation de chars Renault FT dans les lignes françaises permet aux troupes françaises de gagner la bataille et de prendre Damas le lendemain, le 25 juillet 1920.

##### Japon
L'infanterie reste la reine du champ de bataille dans la doctrine militaire nippone mais le grand État-major japonais (参謀本部, Sanbō Honbu) envisage de développer d'une arme blindée nationale et d'une industrie lourde d'armement pour des productions exclusivement indigènes.
Lors de la bataille de Khalkhin Gol, l'utilisation des chars par les forces soviétiques permirent de repousser les forces japonaises. Les auteurs Jean Lopez et Lasha Otkhmezuri diront à ce sujet : « C'est tout le paradoxe japonais : des valeurs martiales exceptionnelles au service d'une conception anachronique du combat terrestre ».

##### Royaume-Uni
Le Royaume-Uni développe des chars lourdement blindés fonctionnant un peu comme la cavalerie lourde d’autrefois, étaient censés surmonter la défense et restaurer la mobilité sur le champ de bataille.
Durant les années 1920, l'armée britannique réalisé une série d'exercices mettant eu jeu des unités entièrement mécanisées. Si les exercices permirent de mettre en avant les qualités de ce type d'unités, la modernisation dût faire face au conservatisme des officiers et des soldats, qui ne voulaient pas abandonner leurs traditions.
Au Royaume-Uni, Liddell Hart multiplia les écrits sur la guerre blindée et les théories du colonel Fuller.

##### URSS
Dès les années 1920, l'Armée rouge tente de coopérer avec les Allemands dans le but de développer l'usage des chars de combat. Cela passe par le traité de Rapallo en 1922, qui officiellement autorise les échanges commerciaux entre les deux pays, et officieusement permet d'installer des camps d'entrainement en URSS, et ainsi contourner le traité de Versailles.
Mais les Grandes Purges de l'armée, entre 1936 et 1939 voient la mort de nombreux partisans de la guerre blindée totale. Cependant, le général Joukov reprendra leurs travaux pour les appliquer contre le Japon, en 1939, lors de la bataille de Khalkhin Gol.

##### Autres pays
Tous les pays européens (à l'exception de l'Allemagne), les États-Unis créèrent leurs forces mécanisées expérimentales à la fin des années 1920, utilisant majoritairement des blindés français ou britanniques avant de lancer la production de leurs unités nationales, en accord avec leurs propres doctrines.

#### Recherches et développement

##### Améliorations techniques
En 1919, J. Walter Christie présente un modèle de suspension qui permet d'améliorer la vitesse des chars.

##### Armes antichars
Les premiers canons spécialisés dans la lutte antichar apparurent dans les années 1920. Il s'agit chez les Allemands des canons Pak 35 de 37 mm, de 75 et de 88 mm, chez les Suédois des canons Bofors de 37 mm chez les Français des canons de 47 mm ou chez les Américains du canon de 57 mm.
Ils évoluaient parallèlement aux fusils antichars qui étaient portables. Les Allemands développèrent le panzerbüchse 38/39, les Japonais le type 97, les Polonais le wz.35, les anglais le Boys.

#### Apparition des premières unités blindées

##### Allemagne
En 1935, trois Panzerdivisionen sont mises sur pied. Celles-ci combattront en Espagne, ce qui permettra d'expérimenter les stratégies de Guderian.

##### France
Si dès le milieu des années 1930 l’état-major français avait décidé de créer des divisions cuirassées équipées de chars rapides et puissants pour l'attaque en profondeur, la mise sur pied de ces grandes unités avait progressé lentement, contrariée à la fois par les hésitations politiques, la multiplication de projets n'aboutissant pas ou lentement, les contraintes budgétaires et par le conservatisme d'une partie des généraux ; et plus profondément par la difficulté à introduire des innovations radicales dans une armée de conscription, où les soldats ne sont opérationnels que quelques mois, à la fin de leur service.
Le 30 mai 1933, fut créée la première division légère mécanique (D.L.M),. Les premiers projets prévoyaient un régiment de découverte, une brigade à deux régiments de combat et une brigade à deux régiments de dragons portés. Elle contient une brigade à deux régiments de chars (160), un régiment d'automitrailleuses et un régiment de dragons portés. Cette première division est suivie d’une deuxième en 1937 et d’une troisième en 1939.
Le 2 août 1933 est lancé le projet d’un char léger de 6 t destiné à remplacer les FT. Quatre industriels sont consultés : Renault, FCM, Delaunay-Belleville et la Compagnie générale de construction de locomotives Batignolles-Châtillon. Après essais du prototype Renault ZM, le Renault R35 est adopté en avril 1936 et 300 sont commandés en mai. Ils seront produits par l’Atelier de construction d’Issy-les-Moulineaux (AMX). Au 1er juin 1940, sur les 1 800 commandés, 1 645 sont produits, dont 1 610 livrés.
La consultation pour un char de 20 t destiné à l’infanterie est lancée le 18 décembre 1935. Elle sera modifiée en mai 1936 puis en octobre. Début 1937, 7 entreprises auront déposé leur projet : Baudet, Donon et Roussel, FCM, Fouga, Lorraine-Dietrich, Renault, Société d’études et d’applications mécaniques (SEAM) et Somua, mais les projets Somua et FCM ne seront pas retenus. Les multiples évolutions des spécifications conduisent à des accroissements de masse conséquents ainsi qu’à des retards. Fin 1937, le projet est rebaptisé char G1. En 1938, de nouvelles modifications conduiront à accepter une masse de 35 t. Il s’avérera impossible de lancer la production du char G1 avant 1939.
Les division cuirassés ne sont mises sur pied que vers janvier 1940.

##### Japon
Une brigade blindée de l'armée impériale japonaise comporte deux ou trois régiments, normalement un de chars moyens et deux de chars légers, totalisant jusqu’à 170 chars, dont 38 Type 97 Chi-Ha moyens, 20 Type 89 I-Go moyens, 91 Type 95 Ha-Go légers et 20 chenillettes Type 94 Te-Ke. Le régiment de chars moyens inclut trois compagnies de ligne avec chacune 10 Type 97 moyens, une compagnie de ligne avec 13 Type 95 Ha-Go légers, un peloton de 4 Type 97 attaché au quartier-général du régiment et jusqu’à 7 chenillettes. Le régiment de chars légers inclut normalement trois compagnies de ligne avec chacune 10 Type 95 Ha-Go légers, une compagnie de réserve avec 7 Type 95 légers (37 Type 95 en tout), une compagnie de ligne avec 10 Type-89 moyens CHI-RO et 3 chenillettes. Un régiment indépendant inclut deux compagnies de ligne dotées chacune de 10 chars moyens Type 89, une compagnie de réserve avec 7 Type 89, un peloton de 4 chars moyens Type 97 et 10 chenillettes, soit 41 véhicules.

##### Royaume-Uni
Le ministère britannique de la Guerre créa, le 1er mai 1927, la Force expérimentale mécanisée (Experimental Mechanised Force), confiée au colonel R.J. Collins.
Les unités étaient entièrement mobiles et consistaient en une réunion de chars légers et lourds, un bataillon de 48 chars moyens Vickers, un bataillon de mitrailleuses autopropulsées, un régiment d'artillerie mécanisée, avec une batterie antiaérienne, et une compagnie de génie motorisée. Les opérations réalisées à Salisbury Plain, non loin de Stonehenge, sont observées par de nombreux pays tels que les États-Unis, l'Allemagne et l'Union soviétique. Malgré une performance indéniable, l'unité fut dissoute en 1928.
L'armée britannique utilisera des voitures blindées construites par Rolls-Royce, Lanchester, Leyland et Crossley-Chevrolet pour sécuriser l'Empire colonial.
Dans les années 1930, l'Armée britannique commença la conversion de ses unités de cavalerie traditionnelles en des unités blindées. Toutefois, peu de régiments sont entièrement convertis en 1939, la modernisation des forces aériennes et navales ayant la priorité. Les chars déployés étaient des chars légers, donc mobiles, mais aussi faiblement blindés.
Plusieurs régiments antichars (en) seront créés en parallèle.

### La Seconde Guerre mondiale (1939-1945)
Les forces armées de tous les belligérants de la Seconde Guerre mondiale sont majoritairement composées d'infanterie et d'autres armes de soutien (artillerie, troupes de reconnaissance, génie, logistique et troupes de services). À l'exception notable du Royaume-Uni et des États-Unis (qui sont tous deux entièrement mécanisés à la fin de la guerre), les unités d'infanterie étaient hautement dépendantes des véhicules hippomobiles (tractés par des chevaux), à l'image de l'artillerie et ses canons lourds. Les mouvements stratégiques étaient pour leurs parts assurés par les réseaux ferroviaires.

#### Campagne de Pologne

##### Forces en présences
Quand l'Allemagne attaque la Pologne, elle possède 2 626 blindés. 1 445 blindés sont des Panzer I, simplement armés de deux mitrailleuses de 7,92 mm. Les blindés moyens, Panzer III et IV ne sont présents respectivement qu'au nombre de 98 et 211. Aux blindés allemands doivent être ajoutés les chars tchécoslovaques récupérés après son annexion : 196 LT vz.35 (nommés Panzer 35(t)), 78 LT vz.38 (nommés Panzer 38(t)). 

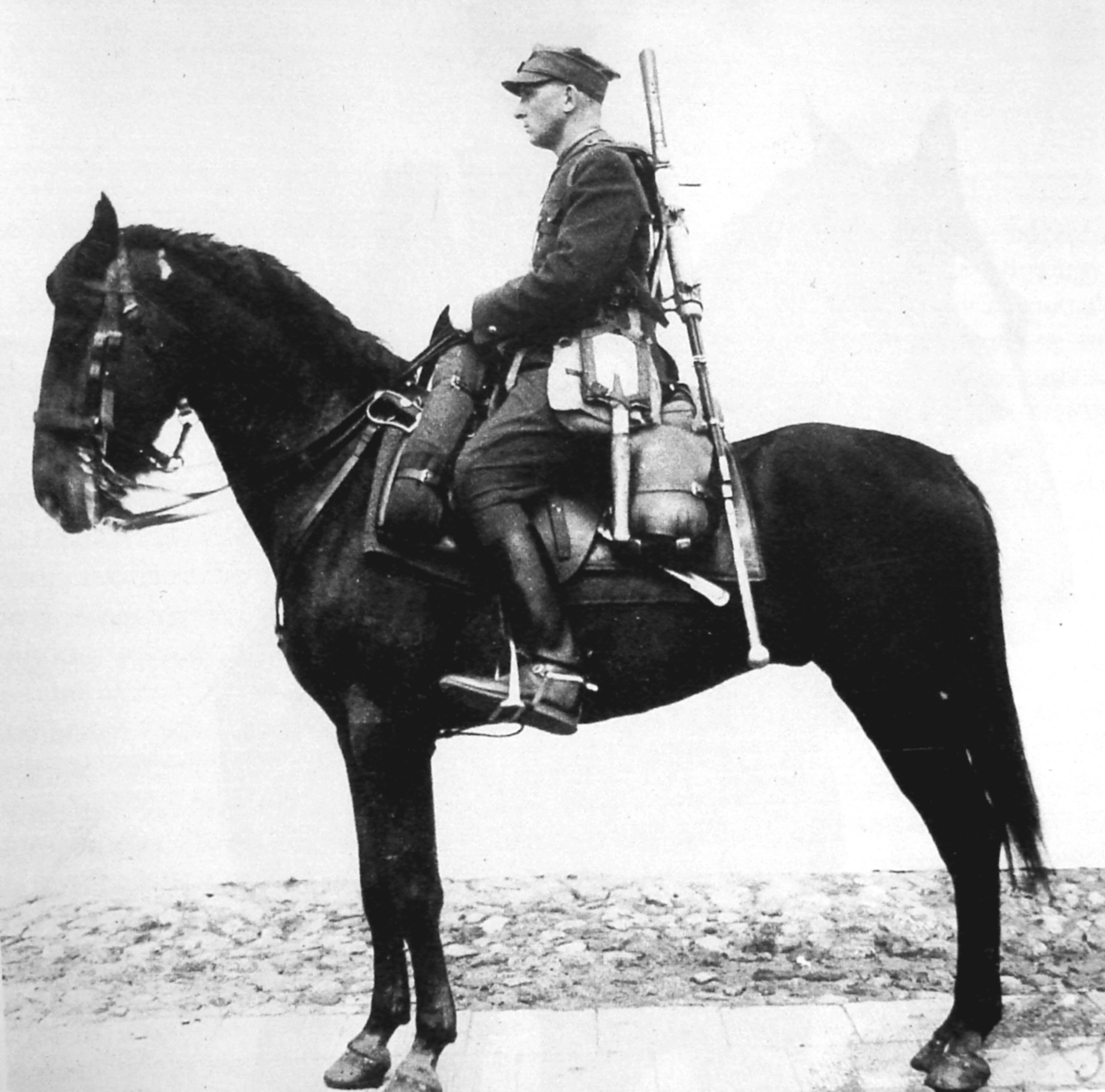
Uhlan polonais armé d'un fusil antichar wz.35.

L'Armia Warszawa possède 615 blindés. Il s'agit aussi bien de productions nationales comme les 7TP ou des chars fournis par d'autres pays tels que la France (Renault R35 et Hotchkiss H35) ou le Royaume-Uni (Matilda Mark I, Vickers E 6-Ton). Malheureusement, la majorité des chars sont des modèles soit trop anciens (Renault FT), soit trop légers pour faire face aux blindés allemands (chenillette TKS). Chaque division d'infanterie dispose de 27 canons antichars et 92 fusils antichars. Chaque brigade de cavalerie dispose entre 14 et 18 canons antichars et entre 54 et 66 fusils antichars.
L'Armée Rouge dispose de d'unités de cavalerie motorisée.

##### Stratégies
Les chars sont répartis en 6 divisions de panzers, 4 divisions légères, 4 divisions motorisées et une brigade de cavalerie. Le fait que les chars soient concentrés permettent à la Wehrmacht de percer les lignes rapidement. Il faut également ajouter que les unités blindées disposent de 215 Befhlspanzer ("char de commandement") et que les unités agissent en coordination avec la Luftwaffe.
L'Armia Warszawa ne possède qu'une seule brigade blindée. Elle ne peut résister à la force de frappe de la Wehrmacht.

##### Bilan
La campagne de Pologne confirme les stratégies de Manchteim et les tactiques mise en place en Espagne. Elle permet aussi de prendre conscience de la faiblesse des Leichte Divisionen, mais aussi du manque de puissance de feu des blindés légers. La Wehrmacht décide de commander des chasseurs de chars pour faire face aux blindés anglais et français. Il s'agit de chars légers sur lesquels la tourelle est remplacée par une casemate ou alors un simple bouclier métallique. Si le canon ne peut plus tourner, cette technique permet placer un canon de fort calibre sur un châssis de char léger.

#### Guerre d'Hiver

##### Forces en présences
À partir de 1919, les Finlandais possèdent 32 chars Renault FT français et quelques chars plus légers. Ceux-ci n’étaient pas adaptés à la guerre et ils ont ensuite été utilisés comme casemates fixes. Les Finlandais achetèrent 32 chars Vickers britanniques de 6 tonnes entre 1936 et 1939, mais sans armes. Les armes étaient destinées à être fabriquées et installées en Finlande. Seuls 10 chars étaient aptes au combat au début du conflit. Les Finlandais disposent de fusils antichar comme le Lahti L-39 de 20 mm. Il y a aussi 112 canons antichars de 37 mm.
Au début de la guerre, les Soviétiques disposaient de 2 514 chars et de 718 véhicules blindés. Le champ de bataille principal était l’isthme de Carélie où les Soviétiques ont déployé 1 450 chars. À la fin de la guerre, les Soviétiques disposaient de 6 541 chars et de 1 691 véhicules blindés. Le type de char le plus courant était le T-26, mais le type BT était également courant.

##### Stratégies
Ne disposant pas de chars pour faire face à ceux de l'Armée rouge, les Finlandais développèrent un ensemble de tactiques antichars. Ils créèrent notamment les cocktails Mototov. 80 chars sont ainsi détruits lors de combats le long de la ligne Mannerheim.
Les Soviétiques sont également gênés par le mauvais temps qui empêchait tout soutien aérien et qui empêchait les chars d'avancer (présence de boue). Pour contrer les attaques des Finlandais, les soldats soviétiques développent la défense en hérisson.

#### Campagne de Norvège et du Danemark

##### Forces en présences
Les Alliées déploient la 342e ompagnie autonome de chars de combat, et la 14e compagnie antichars. Les chars utilisés sont des Hotchkiss H35 d’accompagnement d’infanterie.
L'armée norvégienne ne dispose pas de chars et manque d'armes antichars,. L'armée française — débarquée à Namsos dans la nuit du 19 au 20 avril — aligne une compagnie antichar.

##### Stratégies
Si l'emploi de chars permet aux reprendre aux Alliés le port de Bjernik, ils doivent se replier vers la France après l'invasion du territoire français le 13 mai.

#### Théâtre asiatique
La doctrine de combat japonaise utilisait principalement des concepts français, mais adaptés à la situation du Japon — la priorité étant accordée à la construction de navires de guerre —.

#### Campagne de France

##### Forces en présences
En 1940, l'armée allemande aligne 2 582 blindés. Si la majorité des blindés sont des Panzer I et II, les Panzerdivisionen sont renforcés par la présence de 349 Panzer III et 278 Panzer IV. Il faut ajouter 118 Panzer 35(t), 207 Panzer 38(t) et 30 Sturmgeschütze III. Pour permettre à l'infanterie de pouvoir accompagner les assauts, des programmes de mécanisation sont lancés. Ils mènent notamment à l'introduction des transports de troupes blindés Sd.Kfz. 251.

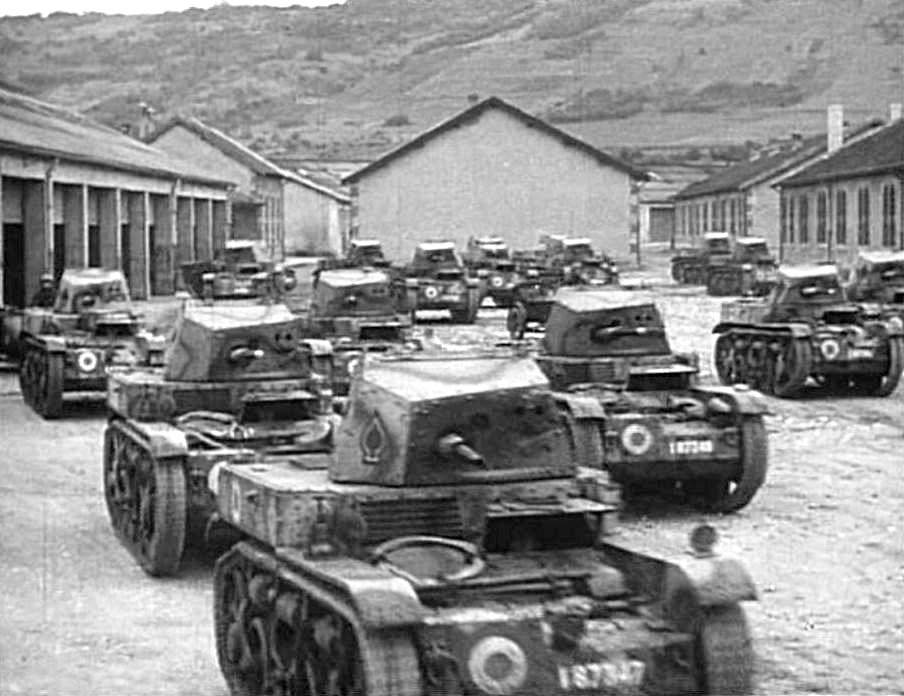
Chars légers AMR 35 armés d'une mitrailleuse Hotchkiss de 13,2 mm du 4e régiment de dragons portés,.

L'Armée française disposait, dès septembre 1939, de 2 946 blindés, dont 2 300 chars et 650 automitrailleuses, sans compter les 1 590 chars obsolètes (Renault FT et Char 2C) et 3 700 chenillettes de transport et ravitaillement, inutilisables au combat. Au 10 mai 1940, la France possédait un minimum de 3 700 chars plus ou moins modernes, sans compter plusieurs milliers d'autres véhicules blindés légers, automitrailleuses, chars obsolètes ou chenillettes d'infanterie. La plupart des chars français disposait du canon de 37 mm modèle 1918, disposant de capacités antichars médiocres.

##### Stratégies
Les chars alliés étaient handicapés par le fait qu'ils devaient suivre les unités d'infanterie, ce qui ne lui permet pas d'être efficaces face aux blindés allemands qui se déplacent sans devoir se préoccuper des unités d'infanterie.

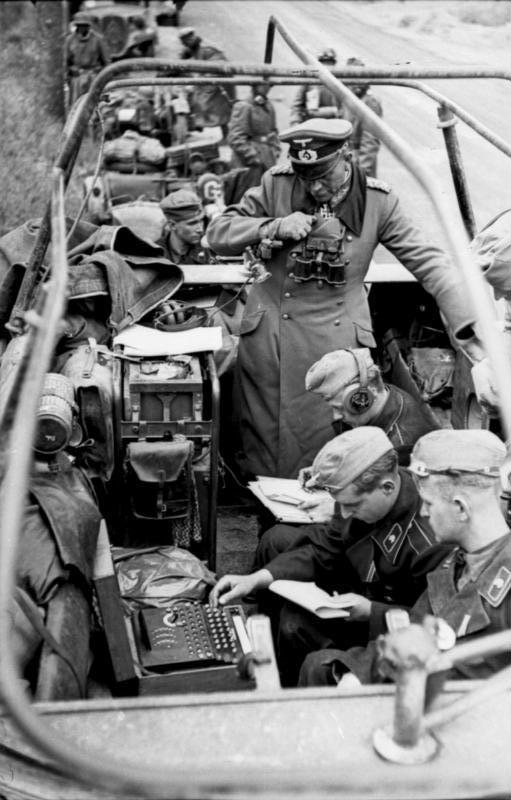
Photo montrant Heinz Guderian à bord d'un Sd.Kdf. 251 en train de transmettre des ordres.

De plus les forces allemandes attaquent dans un secteur du front où l'état-major français ne pensait pas qu'une attaque soit possible. À Sedan, les casemates de la ligne Maginot n'avaient pas reçu le nombre prévu de canons antichars de 47 mm et de mitrailleuses, seulement des canons de 37 mm. Une partie des créneaux n'étaient pas en place. L'absence des divisions mécanisées ou cuirassées, mobilisés en Belgique, fut le facteur principal expliquant la défaite de l'armée française au printemps 1940.
Les forces allemandes sous les ordres de Rommel franchissent la frontière sud de la Belgique le 10 mai à 5 h 32, au même moment d'autres forces franchissent la frontière luxembourgeoise près de Vianden.
La plus grande bataille de chars de cette campagne se déroule à Hannut entre le 12 et le 14 mai. Seules quelques contre-offensives sont victorieuses, retardant les forces allemandes dans leur progression vers la Manche : les batailles de Montcornet et d'Abbeville. Ces deux victoires tactiques sont le fait du colonel Charles de Gaulle, principal défenseur de l'arme blindée en France. À la tête de la 4e division cuirassée, il parvient à défaire la 57e division d'infanterie allemande. Même vainqueurs, les chars français manquaient gravement de protection anti-aérienne — de DCA comme de liaison avec les escadrilles de chasse. Cela empêchera de Gaulle d'exploiter sa victoire.
Le 25 mai, l'armée allemande atteint Boulogne-sur-Mer et coupe le dispositif allié en deux.
Les chars français — bien que pour certains équipés de radios ER53 — souffrent du fait que le chef de char soit en même temps le radio, le tireur et le chargeur de l'engin : Le commandant de char ne peut efficacement discuter à la radio, communiquer avec le leader, surveiller les alentours, donner ses ordres, et tirer avec un canon et une mitrailleuse. Ce n'est le cas à bord des chars allemands.
Pour tenter d'enrailler l'avance allemande sur la Somme, l'armée française développe la tactique défensive dite de la "défense en hérisson", particulièrement efficace contre les chars d'assaut. Mais appliquée trop tardivement et sans force de frappe capable de retourner la situation, cette tactique est abandonnée avec la capitulation des Français et la signature de l'armistice, le 22 juin 1940.
Les Anglais ont quelques succès, mais ne suffirent pas à renverser la situation.

#### Armée d'armistice
D'après l'article 5 de la convention d'armistice : « il pourra être exigé que toutes les pièces d'artillerie, les chars de combat, les engins antichars, les avions militaires, les canons de la D.C.A., les armes d'infanterie, tous les moyens de traction et les munitions des unités de l'armée française engagées contre l'Allemagne et qui se trouvent, au moment de l'entrée en vigueur de la présente convention, sur le territoire ne devant pas être occupé par l'Allemagne, soient livrés en bon état. La Commission allemande d'armistice décidera de l'étendue de ces livraisons. ».
Selon les décisions de la commission de Wiesbaden, les unités stationnées en France métropolitaine n'ont pas le droit de conserver des chars, des armes antichars et antiaériennes. Pour l'artillerie, les canons d'un calibre supérieur à 75 mm sont interdits. Chaque régiment est autorisé à conserver cinq voitures de liaison, 6 motocyclettes et 140 bicyclettes. Les réserves de munitions sont limitées à 1 000 coups par pièce. Le nombre d'automitrailleuses est limité à 64 Panhard 178 dont le canon antichar de 25 mm est remplacé par une seconde mitrailleuse de 7,5 mm.
Une partie du matériel qui devait être remis aux forces allemandes est dissimulé par les officiers de l'Armée d'armistice.

##### Campagne des Balkans
L'Italie — alors alliée de l'Allemagne — tente d'envahir la Grèce. N'y arrivant pas, Mussolini fait appel à Hitler pour envahir les Balkans.

##### Stratégies
Les Allemands continuent à améliorer leur organisation en créant un organigramme standardisé pour l'ensemble des Panzerdivisionen.

#### OpérationBarbarossa

##### Forces en présence
La Wehrmacht compte 3 471 chars. Parmi ces différents blindés, se trouvent 965 Panzer III et 439 Panzer IV. Les chars sont répartis dans les Panzerdivisionen. L'armée peut aussi compter sur l'arrivée de canons antichars tels que le Pak 38 de 50 mm, ainsi que des canons d'assaut Sturmgeschütz III. Le reste des effectifs de blindés sont répartis entre les Panzer I, II, 35(t) et 38(t).
L'Armée rouge possède 11 000 chars. Il s'agit aussi bien de chars légers tels que des T-26, des BT-7, des chars moyens T-28 ou des chars lourds T-35. Il faut noter que l'Armée rouge au début de l'invasion est en cours de modernisation : on note l'apparition de chars lourd KV-1 et des chars moyens T-34/76. Leur développement avait été décidé après la défaite soviétique de Khalkhin Gol contre les Japonais. À noter que l'Armée rouge souffre encore des purges staliniennes.

##### Stratégies
Si l'armée allemande conquière une grande partie du territoire russe, les officiers allemands sont surpris par la résistance des nouveaux modèles de chars soviétiques KV-1 et T-34/76. L'avancée allemande est stoppée par les difficultés de ravitaillement dû à la logistique de plus en plus longue à mettre en place. Les Allemands perdent ainsi près de 2 800 blindés.
Pour faire face aux nouveaux chars soviétiques, les Allemands mirent au point des chars très puissant tels que le Tigre. Son blindage épais pouvait affronter les obus de 75 mm de la plupart des canons alliées à 50 mètres et son canon de 88 mm pouvait détruire la plupart des chars alliés. Cependant, il souffrait d’horribles problèmes logistiques car il nécessitait beaucoup d’entretien et consommait beaucoup de carburant.
Une autre stratégie consiste à placer sur des chars déjà existant des canons de calibre plus important. C'est le cas du Panzer III qui reçoit une canon de 50 mm à la place du canon initial de 37 mm.
Pour soutenir la Wehrmacht, la Luftwaffe décide de se munir en avions spécialisés dans la lutte antichars. Il s'agit du Ju 87 g, équipé de deux canons BK 37 antichars.
L'armée allemande décide aussi de recycler les châssis d'anciens chars pour y mettre à la place des canons plus puissants. C'est le cas du Marder II, construit à partir du châssis d'un Panzer II ou du Panzerjäger 38(t). Cette réutilisation de matériel obsolète — et en partie étranger — montre les difficultés de l'industrie allemande à fournir l'armée en matériel.
L'URSS fit déplacer ses usines vers les territoires à l'est de l'Oural afin de les préserver des bombardements allemands.

#### Bataille de Stalingrad

##### Forces en présence
Lorsque la bataille de Stalingrad commence, la Wehrmacht a perdu plus de 2 800 blindés. Pour faire face aux forces soviétiques qui se retranchent dans les immeubles, les ingénieurs allemands mettent en place des canons d'assaut pour détruite les immeubles. Il s'agit des Sturminfanteriegeschütze 33 auf Panzer III, basé sur le châssis d'un Panzer III.
Depuis l'entrée en guerre de l'URSS aux côtés des Alliés, l'Armée rouge reçue des blindés anglais et américains.

##### Stratégies
L'Armée rouge encerclent les forces allemandes concentrées à l'intérieur de la ville. Ne pouvant briser le siège, l'armée allemande doit se rendre.

#### Théâtre nord-africain
Dans les déserts d'Afrique du Nord, les Britanniques développèrent une approche alternative de l'utilisation des chars en les combinant avec l'infanterie et l'artillerie, formant une force balancée, d'équipes d'armes combinées[citation nécessaire].
La 10e armée italienne du maréchal Rodolfo Graziani, sous-armée et mal commandée, fut mise en déroute par les nouvelles tactiques de la 8e armée britannique, qui gagna l'opération Crusader et la première bataille d'El-Alamein. Sous le commandement du général britannique Montgomery, les Alliés parvinrent enfin à remporter des victoires décisives, appliquant des tactiques bien plus efficaces et profitant d'armes plus adaptées.
Pour éviter la débâcle, l'Allemagne (alliée de l'Italie), mise sur pied une unité appelée l'Afrikakorps, commandé par le général Erwin Rommel. Cette unité est composée de chars allemands Panther et Tigre. L'arrivée de cette unité met en difficulté les forces britanniques : le faible nombre d'unités d'infanterie et d'artillerie présents dans chaque division blindée était suffisant lorsqu'il s'agissait de l'attaque des unités italiennes immobiles et désordonnées, mais s'avérait inefficace contre des unités très mobiles et parfaitement coordonnées. Les chars M4 Sherman de fabrication américaine étaient largement dépassés.[réf. nécessaire]
Pour autant, la supériorité numérique des Sherman déployés entre 1942 et 1945 permet aux Alliés d'assurer la victoire face aux blindés allemands. Parallèlement, les Anglais utilisent des unités composés d'automitrailleuses appelées Long Range Desert Group (LRDG), Special Air Service (SAS) et no 1 Demolition Squadron. Les véhicules utilisés sont des camions Chevrolet Model 1533X2 30-cwt modifiés (radiateurs et châssis renforcés, ajout de compas solaires et de jerricans d'eau et d'essence, pneus spéciaux à basse pression pour rouler sur le sable, moyens de désensablement).
Après les accords d’Anfa du 14 janvier 1943, les Alliés décident de motoriser les troupes françaises d'Afrique du Nord. Trois divisions blindées sont créées (1er, 2e et 5e) et équipées de matériel américain.

#### Bataille de Koursk
La bataille de Koursk oppose du 5 juillet au 23 août 1943 les forces allemandes aux forces soviétiques dans le Sud-Ouest de la Russie, sur un immense saillant de 23 000 km2 à la limite de l'Ukraine, entre Orel au nord et Belgorod au sud.

##### Forces en présences
La Wehrmacht aligne 3 300 chars. L'offensive est repoussée à plusieurs reprises par Adolf Hitler qui veut permettre aux unités blindées de pouvoir aligner le maximum de nouveaux chars tels que les Tigre et les Panther. Au début de l'offensive, 200 Panther et 178 Tigres sont présents dans des unités spécifiques. À cela s'ajoute 90 Jagdpanzer Elefant, des avions d'attaque au sol Henschel Hs 129, des Panzer IV Ausf. G à canon anti-char, des Panzerflammwagen III, des Wespes, des Hummels et des Sturmpanzer IV.
L'Armée rouge aligne 2 900 chars dont une grande partie de T-34.

##### Stratégies
Ne pouvant faire face à la Panzerwaffe, la Stavka décida de créer un front défensif composer de plusieurs lignes de défenses composés de champs de mines, de fossés antichars et de casemates.
Malgré les moyens mis en œuvre, les Allemands ne réussirent pas franchir le dispositif soviétique. Cette bataille et la défaite qui s'ensuit marquent le début de la fin pour les armées du Troisième Reich. Après cette bataille, les Allemands ne parviennent plus à reprendre l'offensive face aux Soviétiques.

#### Développement des dispositifs antichars

##### Chasseurs de chars
Pour faire face aux unités blindées des forces soviétiques, les Allemands décident d'assembler des chasseurs de chars. Il ne s'agit de matériel destiné à relancer des offensives, mais à contenir l'avancée de l'Armée rouge. Ils sont distribués dans les unités d'infanterie pour leur permettre de réagir face à des unités blindées.

##### Armes antichars
Les ingénieurs allemands développent des armes antichars individuelles tels que le Panzerschreck ou le Panzerfaust.
La Luftwaffe équipe ses chasseurs bombardiers Focke-Wulf Fw 190 de missiles air-sol Ruhrstahl X-7 (dérivé du Kramer X4) spécialement antichars.

#### Développement des blindés d'accompagnement

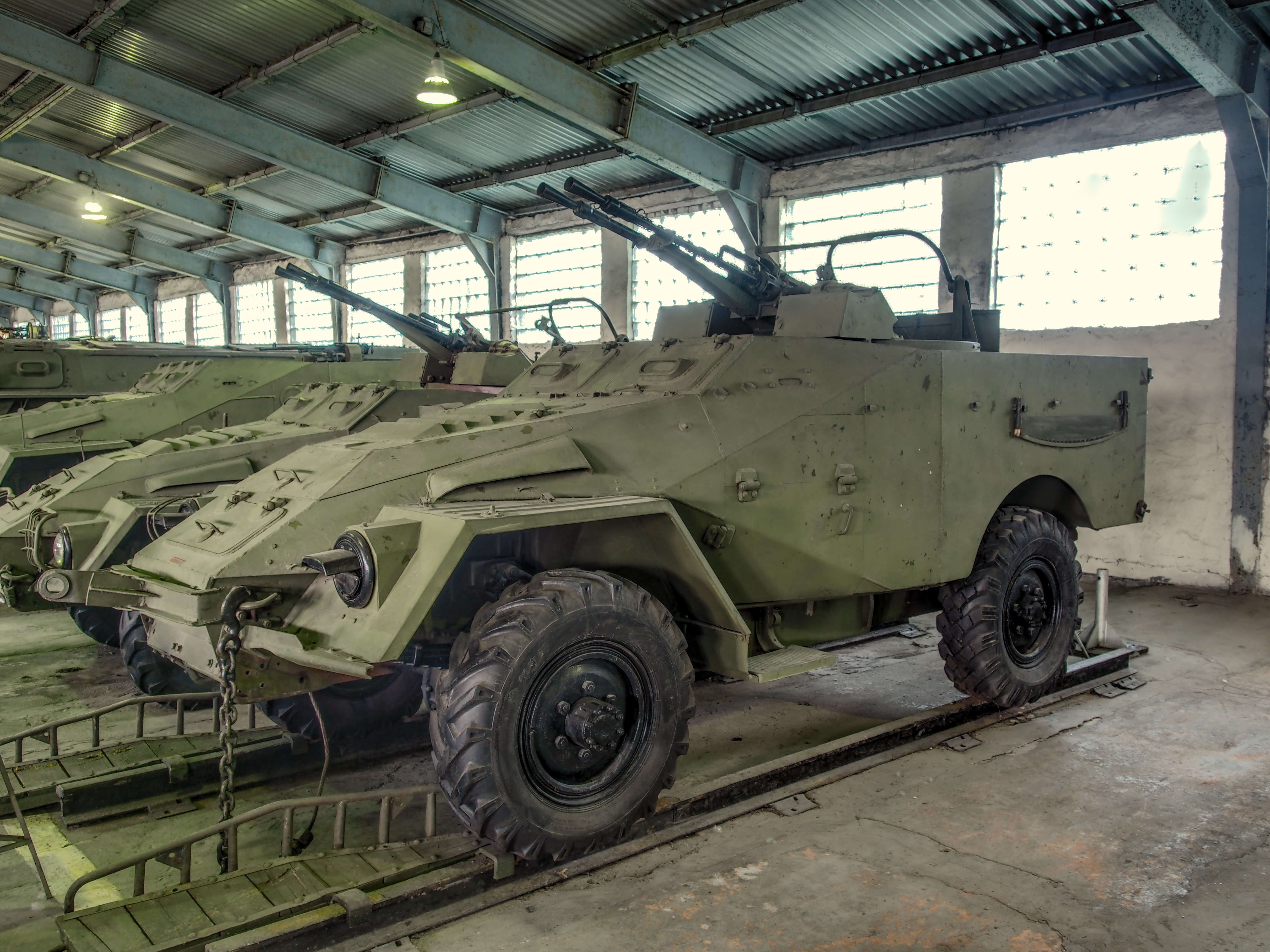
BTR-40 premier transports blindés de troupe au musée de Kubinka

Pour faire face à la pression de l'aviation alliée, les ingénieurs allemands mettent au point des Flakpanzer.

#### Bataille de Normandie

##### Forces en présences
Les Allemands disposent au moment du débarquement en Normandie de la 21e Panzerdivision positionnée près de Caen et de la 12.SS-Panzerdivision autour de Dreux. Elles seront renforcées par les 7e armée et 5e armée blindée. Le Mur de l'Atlantique dispose d'abris pour des véhicules blindés, ainsi que des armes antichars.

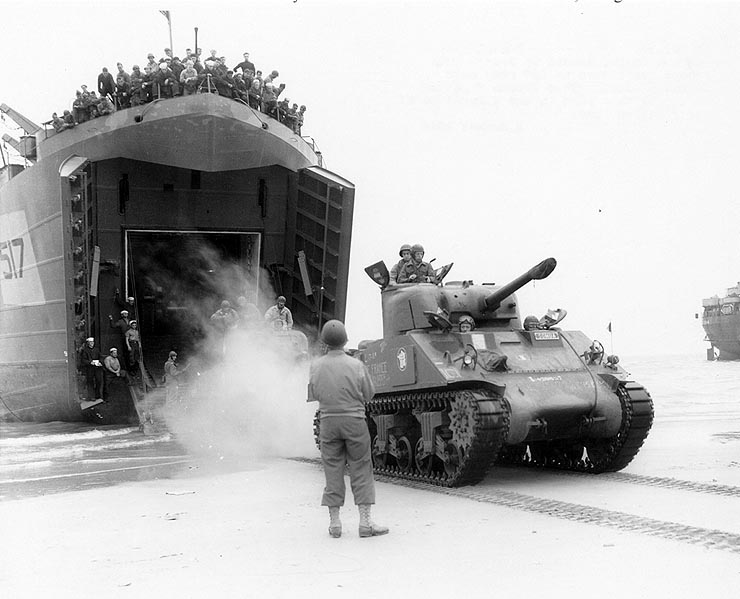
M4 Sherman du 12e régiment de chasseurs d'Afrique de la 2e DB débarquant d'un LST en Normandie en août 1944.

Les Alliés disposent de la 2e Brigade blindée canadienne qui débarque sur Sword Beach, de la 2e DB française qui débarque à Utah Beach, la 1re division blindée polonaise.
Plus tard, ces unités seront renforcés par de nouvelles unités tels que la 2e division blindée du général Leclerc.

##### Stratégies

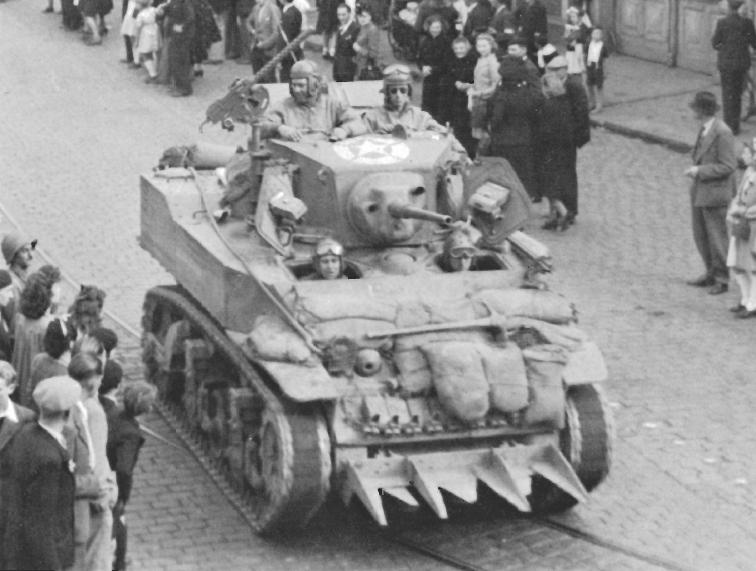
Char M5A1 équipé d'un hedgerow cutter.

Pour faire face à la suprématie aérienne alliée, les forces allemandes se déplacent uniquement la nuit et utilisent le terrains accidenté et boisé de la Normandie pour tendre des pièges aux soldats alliées. C'est notamment le cas des Fallschirmjäger qui savent tirer profit de ces petits prés clôturés par des talus et des hautes haies. Elles s'y camouflent facilement, rendant la suprématie aérienne alliée moins déterminante et l'artillerie américaine peu efficace. Les Allemands mettent en place un dispositif dans lequel chaque point défensif d'un pré peut soutenir celui du pré voisin.
Pour progresser les Alliées équipent leurs chars de hedgerow cutter à l'avant pour détruire les haies.

#### GPRF
L’ordonnance du 28 août 1944 établit la Direction des études et fabrications d’armement (DEFA). Le 21 novembre 1945, Charles de Gaulle, président du Gouvernement et ministre de la Défense nationale, crée un ministère de l’Armement auquel est rattachée la DEFA. De 1947 à 1961, elle sera rattachée à diverses structures gouvernementales.

### Guerre froide
Pendant la guerre froide, les pays des blocs de l'Est et de l'Ouest mettent en place d'importantes forces en vue d'un potentiel conflit armé. Au début des années 1980, l'OTAN aligne 13 000 chars, 30 000 véhicules blindés et 8 100 armes antichars guidées, tandis que le pacte de Varsovie en aligne respectivement 42 500, 78 800 et 24 300.
Les effectifs des armées de l'OTAN et du pacte de Varsovie évoluent pendant la guerre froide au gré des phases de détente ou de plus grande tension et en fonction des priorités budgétaires. Du côté de l'OTAN, ils augmentent très fortement dans les années 1950 avec la mise en place de l'organisation militaire intégrée consécutive à la guerre de Corée et l'installation en Europe de forces armées américaines importantes. La constitution d'une armée ouest-allemande de 500 000 hommes à partir de 1955 renforce de manière significative les moyens de l'OTAN. La détente ou les tensions en Asie entraîne ensuite une stabilisation voire une baisse des effectifs militaires en Europe tant à l'Ouest qu'à l'Est. La sortie de la France de l'organisation militaire de l'OTAN entraîne en 1967 une redistribution très importante des forces américaines en Europe vers les autres pays de l'OTAN. La montée des tensions au début des années 1980 a pour conséquence de renforcer en quantité mais surtout qualitativement les moyens conventionnels massés de chaque côté du rideau de fer.

#### Pacte de Varsovie
Le pacte de Varsovie prévoyait l'utilisation des chars soutenus par l'infanterie pour percer les lignes ennemies. Les chars devaient donc être légers, rapides, simples à fabriquer et à utiliser.

#### OTAN
L'OTAN n'imposait pas de doctrine pour l'utilisation des blindés, chaque pays développant sa stratégie et les blindés pour la soutenir : la Bundeswehr développait des chars mobiles (Leopard 1) tandis que la British Army développait des chars plus lourdement armés, et donc moins mobiles (Chieftain).
Engagée en France avant la guerre par l’ARL et poursuivie clandestinement sous l’occupation, l’étude d’un char lourd est relancée, en novembre 1944, par la notification d’une commande de 500 chars « de transition » ARL44 dont le premier exemplaire de présérie sort au printemps 1947. Les essais ne permettront pas de le mettre au point et les premiers chars, mis en service en octobre 1951, seront inutilisables. Après cet échec, un programme de char moyen est lancé mais est abandonné. Hors contrat, la société FCM engage l’étude d’un char lourd de 50 t, mais devant le refus des États-Unis et de l’Allemagne de participer au financement, le développement est arrêté.
Le 17 janvier 1957, les ministres de la Défense français et allemand signent un accord de coopération, en vue de l’acquisition d’un char moyen. Début 1958, la coopération devient tripartite, par intégration de l’Italie. Des divergences apparaissent rapidement sur le choix du moteur et du canon et, malgré un accord entre les ministres pour l’adoption du char allemand, Pierre Messmer signe, en 1961, le lancement d’une présérie de 7 chars AMX. De son côté, la RFA lance la fabrication de 26 prototypes et celle d’une présérie de 50. L’expérimentation commune de l’AMX-30 et du Leopard 1 ne put redresser la situation ; la France et l’Allemagne poursuivirent chacun de leur côté leur développement national. Produit en série à partir de 1966, 3 571 AMX-30 seront fabriqués.

#### Développement des blindés d'accompagnement

##### Véhicules avec protection MRAP
Les véhicules blindés conçus spécifiquement pour résister aux mines terrestres ont été introduits pour la première fois dans les années 1970 par l’armée rhodésienne et développés à partir de 1974 avec le véhicule blindé de transport de troupes Hippo (en).
Les véhicules MRAP ont généralement des coques en forme de « V » pour dévier les forces explosives des mines terrestres ou des EEI sous le véhicule, protégeant ainsi le véhicule et les passagers.

##### Véhicules de reconnaissance blindés
Les armées développèrent des véhicules de reconnaissances. Le but n'était pas de combattre, mais de localiser l'ennemi : ils étaient conçus pour être mobiles plutôt que bien protégés. Ils étaient majoritairement à roues (car plus silencieux) et équipés uniquement d'armes pour leur auto-défense.

#### Guerre de Corée

##### Stratégie
Les chars sont majoritairement utilisés en soutien de l'infanterie. Il y a peu de batailles entre chars.

#### Insurrection de Budapest

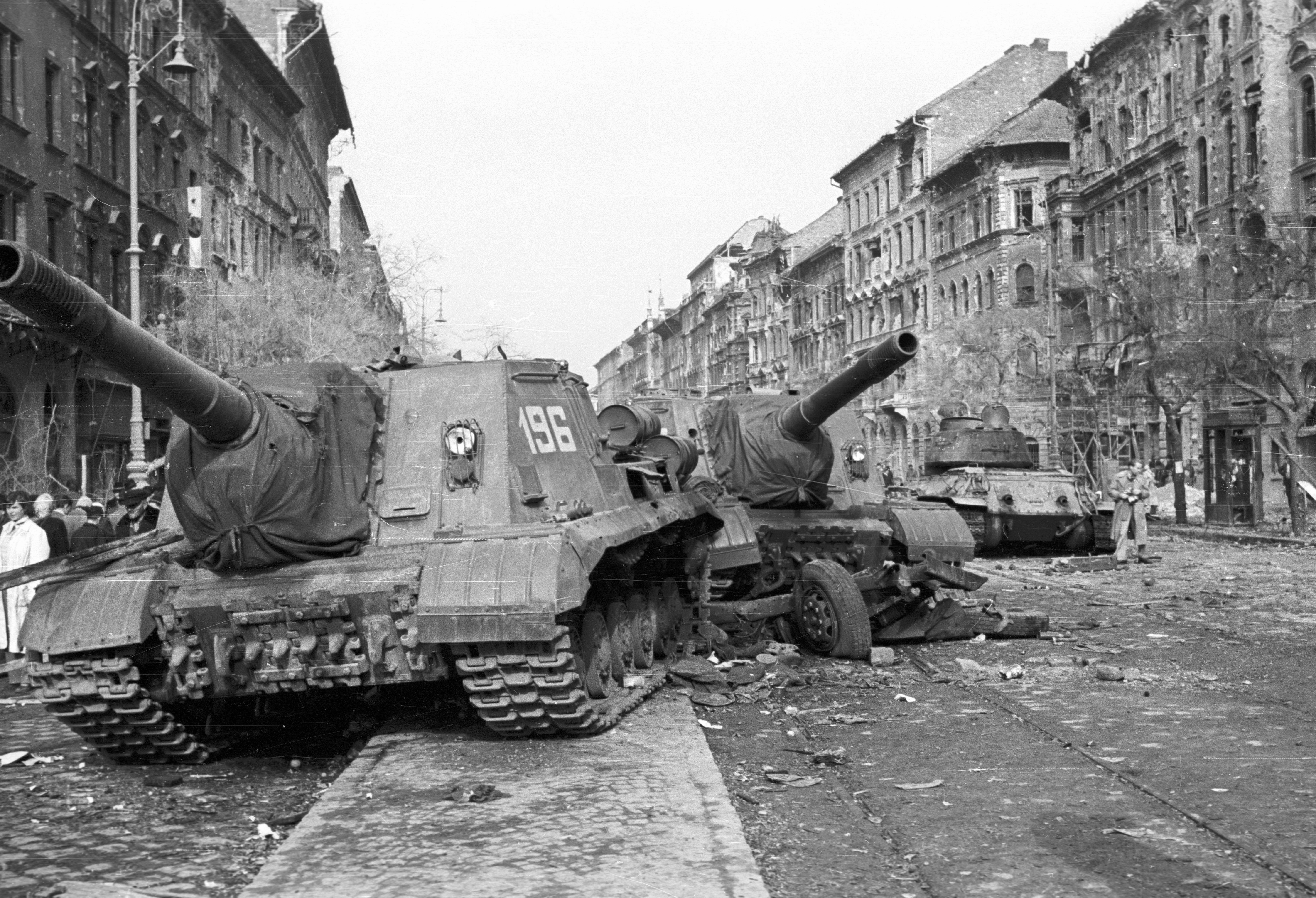
Deux canons d'assaut soviétiques ISU-152 positionnés dans une rue de Budapest, 8e arrondissement. Un T-34/85 abandonné se tient derrière eux.

Environ 1 130 chars sont utilisés par l'Armée rouge pour mettre fin à l'insurrection de Budapest. Les combats commencent le 24 octobre à 2 heures du matin quand les chars soviétiques, sous les ordres du ministre de la Défense entraient dans la ville.

#### Guerre indo-pakistanaise

##### Forces en présences
L'Inde utilise déploie des chars M5 Stuart et Sherman pour faire face aux troupes pakistanaises. Les principales batailles où des chars sont employés sont l'opération militaire de Ladakh (en) et l'opération Easy (en).

##### Stratégies
Les chars sont utilisés en soutien des troupes d'infanterie.

#### Conflit nord-irlandais
Pour détruite les barricades mises en place par les forces du parti catholique, la British Army fit appel à des Centurion AVRE,.

#### Guerre du Viêt-Nam

##### Forces en présence
Les Américains alignèrent des chars tels que des M41A1 Walker Bulldog ou des M48 Patton. Certains sont modifiés en chars lance-flammes.

#### Guerre des Toyota
En 1982 commence le conflit tchado-libyen qui voit la Libye envahir le Tchad après la prise du pouvoir par Hissène Habré au détriment du Gouvernement d'Union nationale de transition, soutenu par la Libye. En réponse, Mouammar Kadhafi décide d'envoyer l'armée libyenne envahir le Tchad. Pour faire face à cette armée équipée de chars lourds d'origine soviétique T-55 et T-62, les forces tchadiennes décident de faire appel à des pick-ups Toyota Hilux en tant que technical : les pick-ups sont équipés de mitrailleuses lourdes, de fusils d'assaut AK-47, de lance-roquettes RPG-7, de missiles antichars français Milan et de missiles antiaériens Stinger.
Cette stratégie sera payante : se déplaçant très rapidement à travers le désert, ils attaquent par surprise et ils se replient avant que les équipages libyens n'aient le temps de riposter. La grande autonomie des pick-ups (augmentée par l'emport de jerricans) permet d'attaquer les forces jusque dans leurs garnisons, où ils pensent être en sécurité. Les missiles antiaériens empêchent l'état-major libyen de pouvoir observer les mouvements des pick-ups ou de les détruire pendant une retraite.
Il faut noter que les pick-ups sont trop légers pour déclencher les mines antichars et trop rapides pour être touchés par l'explosion de mines antipersonnel.
Après la destruction de 800 blindés, le colonel Kadhafi doit accepter de signer un cessez-le-feu en août 1988.

### Post guerre froide

#### Traité sur les forces armées conventionnelles en Europe
Le 19 novembre 1990, 34 représentants des États de l'OTAN et du pacte de Varsovie signent un accord visant à « remplacer l'affrontement militaire par un nouveau modèle de relations de sécurité entre tous les États Parties, fondé sur la coopération pacifique, et ainsi de contribuer à surmonter la division de l'Europe. »
Le traité vise cinq catégories des forces armées conventionnelles :
- chars de bataille ;
- véhicules blindé de combat ;
- artillerie ;
- avions de combat ;
- hélicoptères de combat[85].

L'accord garantie la destruction de 100 000 armes lourdes, dont 33 000 chars, la plupart par l’Union soviétique.

#### Nouveaux programmes de développement
Le 1er décembre 2006, Giat industries regroupe les activités sous le nom de Nexter. L’alliance de Nexter et de Krauss Maffei-Wegmann, conclue en juillet 2015 dans le cadre du groupe KNDS, doit permettre de faire émerger un leader européen des chars de combat.

#### Opération Bøllebank
En 1991, la Yougoslavie est en guerre civile. Plusieurs affrontements auront lieu entre les forces de l'Armée de la république serbe de Bosnie et les forces de la FORPRONU (Force de protection des Nations unies).
L’opération Bøllebank est le nom donné à l’affrontement militaire entre les forces militaires serbes de Bosnie et les unités de combat danoises, norvégiennes et suédoises composant le bataillon nordique de la FORPRONU (NORDBAT 2), à l’extérieur de la ville de Tuzla le 29 avril 1994.
Alors qu’elles tentaient de relever les forces suédoises au poste d’observation de Tango 2 au-delà du village de Kalesija, les forces danoises du régiment de dragons de Jydske ont été prises en embuscade par la brigade serbe de Bosnie Šekovići. Les forces de l’ONU ripostent avec des tirs nourris de chars Léopard. Bien qu’aucun soldat danois ou suédois n’ait été tué dans l’opération, les estimations placent le nombre de morts serbes à 150.
C’est la première fois que les forces armées danoises mènent des opérations de combat depuis la Seconde Guerre mondiale, et c'est la source de débats et de controverses quant aux droits des forces de maintien de la paix de l’ONU d’exercer la force et de participer à des combats.

#### Guerre d'Irak

##### Forces en présence
Les forces de Saddam Hussein disposent de chars d'origine soviétique, notamment des T-72.[réf. nécessaire]
Les forces menées par les États-Unis disposent de chars Abrams, des VCI Bradley.[réf. nécessaire]

#### Guerre d'Afghanistan
Les Talibans reprennent le principe de la Guerre des Toyota contre les forces du général Massoud.

#### Guerre au Mali
Les groupes terroristes comme Al-Qaida et Boko Haram utilisent des pick-ups pour lutter contre les forces françaises au Mali.

##### Soutien aérien
Pour faire face à ces forces terroristes, l'armée française utilise des hélicoptères Puma, Gazelle HOT et des Tigre HAP équipés de canon de 30 mm et de 4 paniers de 12 roquettes de 68 mm. Malgré la menace des missiles antiaériens à courte portée 9K32 Strela-2, les hélicoptères sont efficaces contre les forces terroristes au Sahel.

#### Insurrection houthiste au Yémen

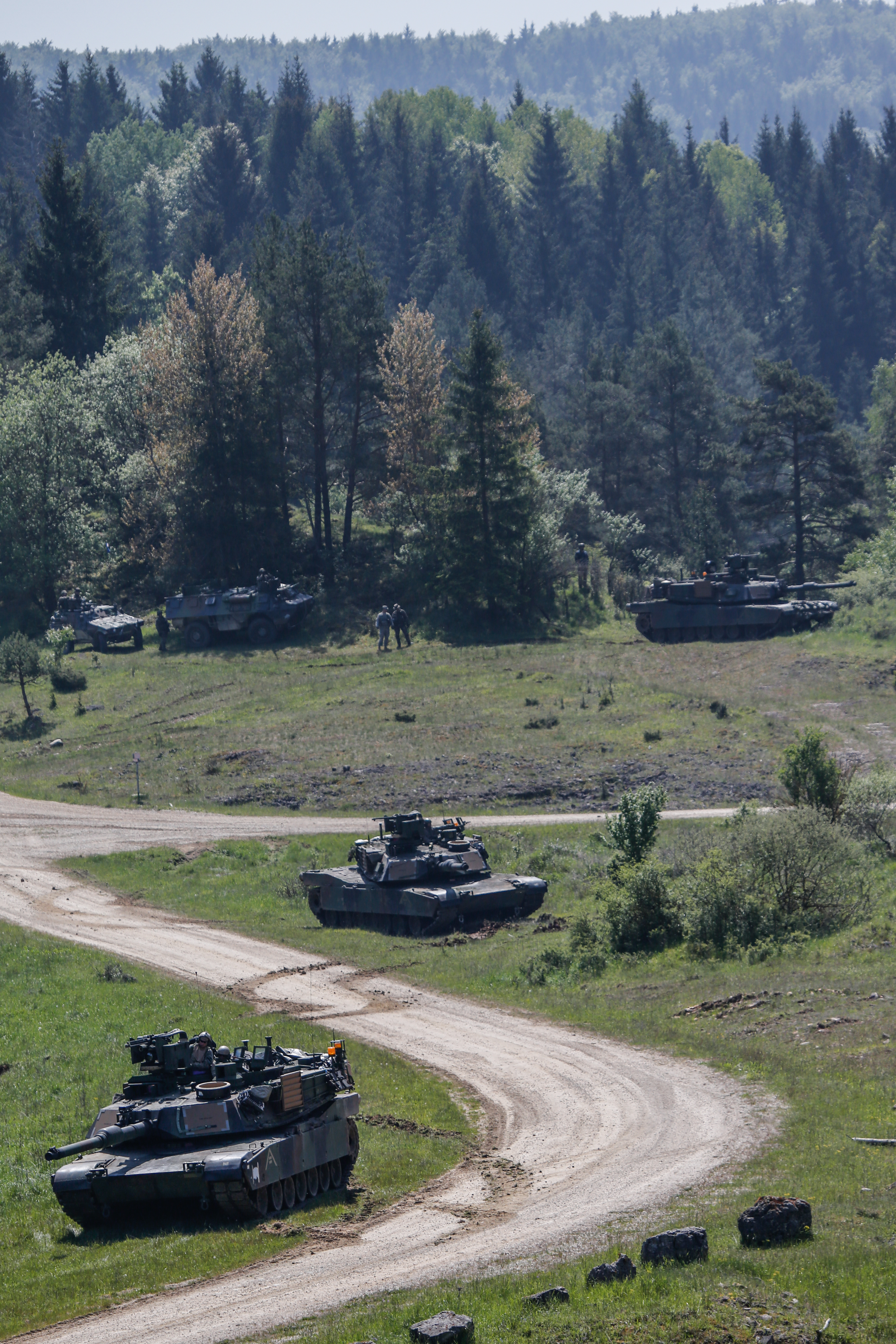
Chars M1A2 américains et VAB et VBL français lors d'un exercice en commun.

#### Guerre en Ukraine

##### Forces en présence
L'Ukraine reçoit des blindés venant des pays européens. Il y a :
- la France avec des VAB[88], des AMX-10 RC[89] et des Bastions[90] ;
- les États-Unis avec des Stryker et des Bradley[91],[92],[93] ;
- la Bulgarie avec des véhicules datant de l'époque soviétique[94],[95].

En avril 2023, 230 chars et 1 550 autres blindés avaient été livrés à l'Ukraine. L'armée ukrainienne dispose d'armes antichars tels que des drones Bayraktar TB2 et Punisher,, ainsi que de missile antichars FGM-148 Javelin.
La Russie possède des chars de conception soviétique, mais aussi des blindés plus récents tels que le BMPT Terminator. La plupart des bombes utilisés par les forces russes manquent de précision pour attaquer des cibles tels que des chars. Des chars de conception ancienne sont utilisés afin de combler les pertes. Des responsables occidentaux accusent plusieurs ex républiques soviétiques, mais aussi la Chine, la Turquie ou encore les Émirats arabes unis, d’importer puis d’exporter vers la Russie du matériel sous embargo pouvant être utilisé pour fabriquer de l’armement.

##### Stratégies
L'armée ukrainienne pratique la guérilla : des commandos ukrainiens formés dès 2015 par les États-Unis, le Royaume-Uni et le Canada attaquent les convois de ravitaillement, sabotent les arrières russes et même des combats de harcèlement. Les chars ukrainiens piègent les unités russes lorsqu'elles sont en convoi le long des routes.
Pour faire face aux missiles antichars ukrainiennes, les soldats russes tentent de renforcer le blindage de leurs chars et de leurs engins non blindés par l'ajout de différents éléments :
- pièces de bois (rondins, palettes)[106],[107] ;
- pièces de blindages venants d'autres engins ;
- gilets pare-balles accrochés aux parebrises ;
- cages en tubes de fer appelées cope cages sur le dessus des chars[108],[109].

Aucun de ces dispositifs n'ont fait preuve d'efficacité,. Il est à noter que certains camions GAZ-66 ont été vus équipés de blindage réactif explosif. Pour que cette protection fonctionne, il faut en effet que le véhicule soit suffisamment blindé pour supporter les dégâts que causeront les charges explosives déclenchées. Sur des véhicules tels que le GAZ-66, son utilisation peut mettre en danger l'équipage.
L'armée russe possède aussi des problèmes d'intendances : les voies ferrés sont rendues inutilisables par les attaques de partisans et de hackers. La présence de boue gène le déploiement des troupes sur le terrain,. Les engins de ravitaillement doivent circuler sur les grandes routes. Cela oblige les convois à effectuer des centaines de kilomètres en allers et retours permanents entre l'arrière des lignes et le front et à passer par des trajets prévisibles, permettant aux ukrainiens de mener des embuscades, notamment envers les camions de ravitaillement en essence, nécessaires pour permettre aux chars d'avancer. Plusieurs chars sont alors abandonnés faute de carburant,,. Des chars russes sont détruits par des attaques de drones.
Les combats montrent que les AMX-10 envoyés par la France sont bien protégés contre les armes légères de l'infanterie adverse, mais que leur blindage ne permet d'encaisser les obus adverses. Ils sont utilisés en appuis de l'artillerie. Les forces ukrainiennes utilisent des chars pour mener des contre-offensives et récupérer les territoires occupés par les forces russes. La 47e Brigade ukrainienne, qui avait été entraînée et équipée par des puissances d'Occident pour tenter de percer les lignes russes, a été rapidement stoppée dans son élan par des mines, puis prise pour cible par l'artillerie. Si les blindés occidentaux permettent aux troupes ukrainiennes de bénéficier d'une meilleure protection, ils ne sont pas en mesure de percer les champs de mines russes. Les Ukrainiens déploient des chars Léopard-2R spécialisés dans le déminage. Les soldats ukrainiens souffrent du manque de munitions, mais aussi de l'absence des chars promis par les États-Unis il y a plusieurs mois. Les Ukrainiens envoient des chars kamikazes qui explosent une fois les lignes ennemies franchies,,. Le gouvernement français a proposé à l'armée ukrainienne des APC Bastion français, mais cette offre a été décliné, ces blindés ayant été jugés trop vulnérables contre les tirs d’artillerie et les missiles antichars,,.
Pour faire face à des attaques de drones, les soldats russes disposent de chars tortues. Ce sont des chars disposant d'une carapace trapézoïdale couvrant le char. Le premier exemplaire est apparu en avril 2024 dans la région de Krasnohorivka. Le problème de cette technique est qu'elle ne fait preuve d'efficacité et que cela restreint l'angle de tir et de vision de l'équipage. Les images seules saisies dans les environs de Krasnohorivka, ne permettent pas de juger de la robustesse de ce char tortue.

##### Pertes
Selon le ministre de la Défense ukrainien, l'armée russe aurait perdu en mars 2022 environ 1500 blindés. Selon le bureau d'analyse indépendant OSINT, l'armée russe aurait perdu environ 800 chars. Selon Oryx, il y aurait 1363 chars russe détruits en février 2022, pour 363 chars ukrainiens. Des exemplaires du nouveau char russe T-14 Armata ont du être renvoyé en usine pour subir des ajustements.
Le développement d'armes antichars par drones posent la question de l'avenir des chars en temps qu'armes sur les champs de bataille,.
Les autorités russes exposent les engins blindés capturés sur les forces ukrainienne.
En octobre 2023, l'armée russe aurait perdu « l'équivalent d'un bataillon de blindés » en 48 heures. Lors de plusieurs attaques pendant le mois de novembre 2023. Certains journalistes déclarent que les réserves de l'armée russes s'épuisent plus rapidement que l'armée ne peut se restructurer.

#### Crise israélo-palestinienne de 2023

##### Forces en présence
Israël possède des chars Merkava et des blindés de transport de troupes Namer.
Le Merkava est équipé du dispositif Iron Fist (ou Trophy). Il est constitué d’un système de détection radar qui repère les missiles entrants, prédit leur trajectoire et actionne des lanceurs des billes de métal qui font exploser le missile ou la roquette avant l’impact contre le char. La dernière version du Merkava est assisté par l'IA.
Le Namer est construit sur un châssis de char Merkava Mark IV. A son équipage de 3 hommes s’ajoute un groupe de combat de 9 soldats. L’IDF en posséderait près de 300.
Des bulldozers blindés DR9 (62 tonnes) fabriqués par Caterpillard et équipés de blindage cage sont intégrées à la force d’assaut pour les opérations de déminage et de bréchage.
L'armée israélienne comprend aussi des transports de troupes M113 pour les sapeurs et des robots de déminage.
La 2e brigade blindée de Strasbourg est déployée au sud du Liban dans le cadre de la FINUL, mais n'intervient pas dans le conflit. Des blindés sont envoyés à l'armée libanaise pour pouvoir patrouiller à l'intérieur du pays.

#### Stratégie
Les blindés israéliens appuient l'infanterie,.
L'offensive est appuyée par des avions de combat et des navires de guerre, mais aussi des moyens d’écoute et des drones. Les blindés longent le territoire palestinien par l’ouest en longeant la plage. Cela leur permet d'avancer vite vers Gaza Ville en évitant les quartiers peuplés, et ne pas être dépendant des axes routiers potentiellement minés. L'armée israélienne doit utiliser des brouilleurs.
Des blindés sont également utilisés pour patrouiller le long de la frontière avec le Liban.